# بزرگ شبکه

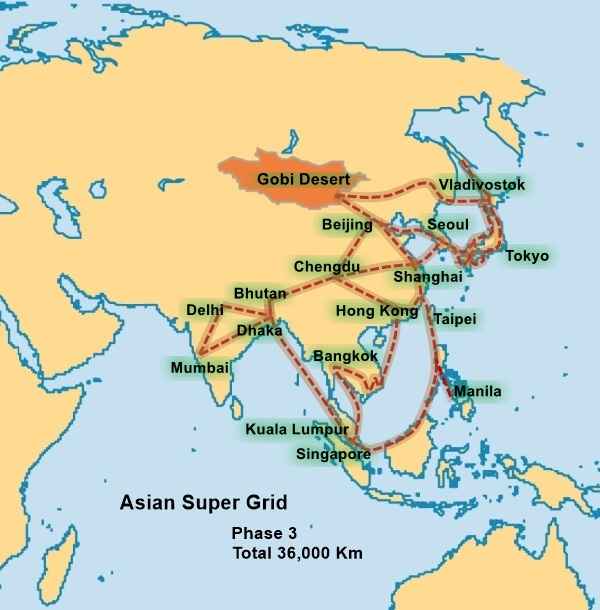
پیشنهاد شبکه برق آسیایی از موسسه انرژی تجدیدپذیر

بزرگ شبکه (انگلیسی: Super grid) شبکه‌ای است که برق را در مسافت‌های پهناور منتقل می‌کند. گاهی به عنوان «مگا شبکه» نیز شناخته می‌شود.